# Saison 1 de La casa de papel
Chronologie
Saison 2
Cet article présente le guide des épisodes de la première saison de la série télévisée espagnole La casa de papel.

## Généralités
- Le 2 mai 2017, la série a été officiellement commandée par la chaîne Antena 3[1].
- Netflix a acquis les droits de la série et a diffusé la première partie dès le 21 décembre 2017 dans le monde entier, la plateforme de streaming a diffusé la deuxième partie le 6 avril 2018.

## Distribution

### Acteurs principaux
- Úrsula Corberó (VFB : Cathy Boquet) : Silene Oliveira, dite « Tokyo »
- Álvaro Morte (VFB : Sébastien Hébrant) : Sergio Marquina / Salvador « Salva » Martín, dit « le Professeur »
- Itziar Ituño (VFB : Fabienne Loriaux) : Inspectrice Raquel Murillo
- Pedro Alonso (VFB : Erwin Grünspan) : Andrés de Fonollosa, dit « Berlin »
- Alba Flores (VFB : Sophie Landresse) : Ágata Jiménez, dite « Nairobi »
- Miguel Herrán (VFB : Olivier Prémel) : Aníbal Cortés, dit « Rio »
- Jaime Lorente (VFB : Antoni Lo Presti) : Ricardo Ramos, dit « Denver »
- Paco Tous (VFB : Jean-Michel Vovk) : Agustín Ramos, dit « Moscou »
- Darko Peric (VFB : Patrick Waleffe) : Yashin Dasáyev, dit « Helsinki »
- Enrique Arce (VFB : Franck Dacquin) : Arturo « Arturito » Román
- Esther Acebo (VFB : Myriem Akheddiou) : Mónica Gaztambide
- María Pedraza (VFB : Helena Coppejans) : Alison Parker
- Roberto García : Dimitri Mostovoi, dit « Oslo »

### Acteurs récurrents
- Fernando Soto (VFB : Philippe Résimont) : Inspecteur adjoint Ángel Rubio
- Juan Fernández : Colonel Prieto
- Anna Gras : Mercedes Colmenar
- Mario de la Rosa (VFB : Steve Driesen) : Officier Suárez
- Miquel García Borda : Alberto Vicuña
- Fran Morcillo : Pablo Ruiz
- Naia Guz : Paula Vicuña Murillo
- Clara Alvarado : Ariadna Cascales
- Kiti Mánver (VFB : Myriam Thyrion) : Mariví, la mère de Raquel

## Synopsis

### Trame générale

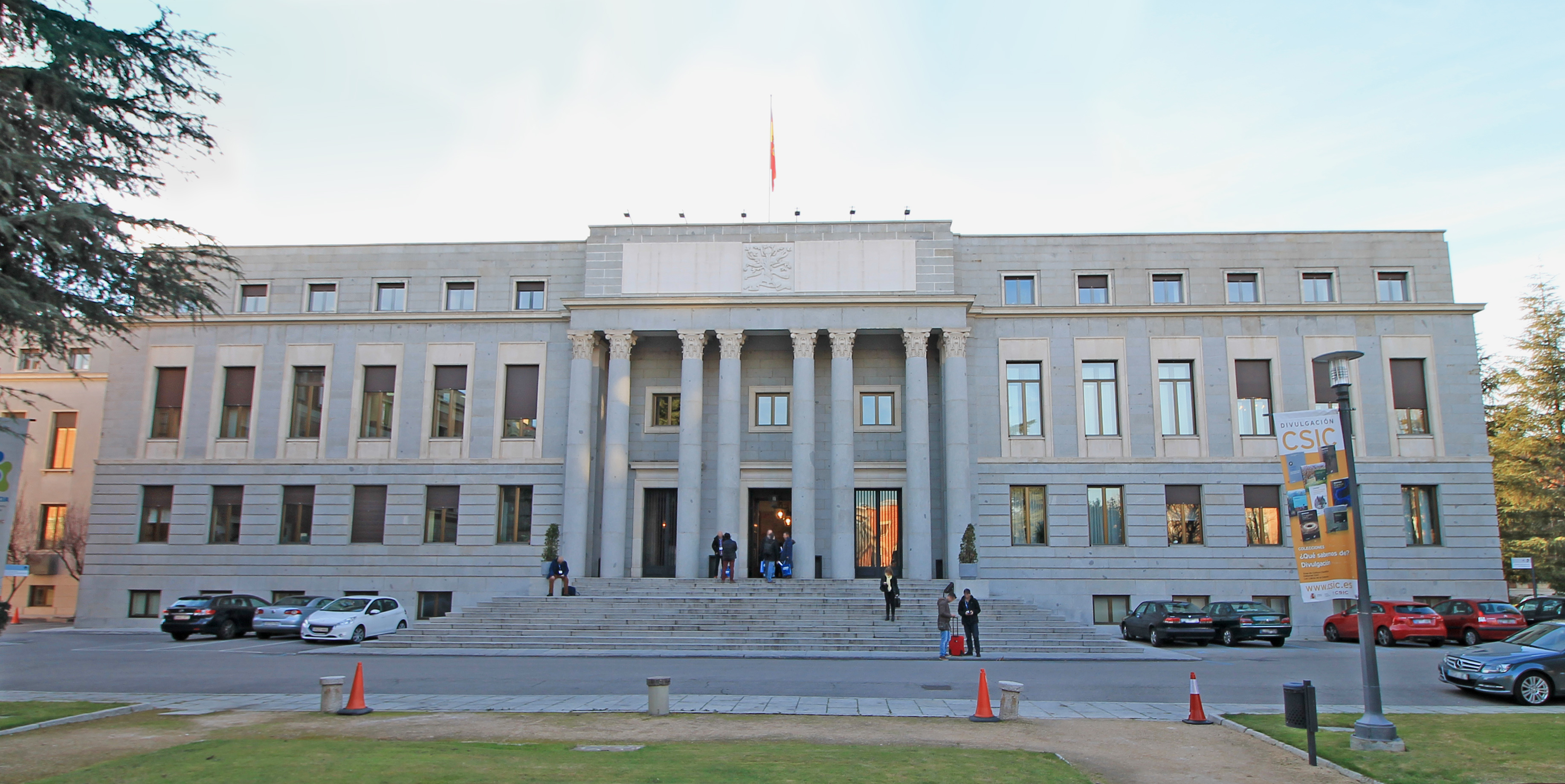
Façade de la Fabrique de la monnaie et du timbre utilisée dans la série.

Un homme mystérieux, surnommé le Professeur, planifie le meilleur braquage jamais organisé. Pour exécuter son plan, il recrute les meilleurs malfaiteurs du pays qui n'ont rien à perdre. Pour ne pas utiliser leurs véritables patronymes, ces derniers portent chacun le nom d'une ville : Tokyo, Nairobi, Río, Moscou, Berlin, Denver, Helsinki et Oslo.
Le but est d'infiltrer la Fabrique nationale de la monnaie et du timbre afin d'imprimer 2,4 milliards d'euros en billets intraçables, en moins de onze jours et sans verser une goutte de sang. Pourtant, le groupe sera responsable de 67 otages dont Alison Parker, la fille de l'ambassadeur du Royaume-Uni.

### Synopsis

#### Partie 1
Une jeune femme appelée Tokyo tente de fuir la police après un braquage raté. Alors qu'elle cherche à rentrer en contact avec sa mère elle est sauvée par un inconnu qui lui évite une arrestation certaine. Cet homme étrange qui se fait appeler « Professeur » propose à Tokyo de faire partie du plus grand braquage de l'histoire. Ainsi Tokyo rejoint une bande de sept autres voleurs réunis par le Professeur qui portent tous des noms de code, des noms de ville : Berlin, Moscou, Denver, Rio, Helsinki et Oslo, Nairobi, auxquels s’ajoute Tokyo. Pendant cinq mois ils mettent minutieusement au point leur plan dans une maison rurale située dans la région de Tolède.
Le vendredi 21 octobre 2016, les braqueurs pénètrent dans la Fabrique nationale de la monnaie et du timbre, infiltrés parmi les rouleaux de papier-monnaie. Ils prennent en otages 67 personnes parmi lesquelles des employés, des agents de sécurité et des lycéens d'une école privée de Madrid (dont Alison Parker, fille de l'ambassadeur du Royaume-Uni en Espagne). Ensuite, ils activent les presses afin de produire 2,4 milliards d'euros. Alors que les machines sont lancées, à l'extérieur de la banque, les policiers déploient un dispositif pour entrer en communication avec les braqueurs et tenter de mettre fin à l'assaut. Les opérations sont dirigées par l'inspectrice Raquel Murillo, qui va alors échanger avec le Professeur. Une fois les différents dispositifs mis en place, les braqueurs donnent aux otages des tenues rouges, les mêmes que les leurs. Alors que les premiers travaux commencent, Alison demande à Rio la permission d'effacer une photo sur son téléphone, ce qu'il lui accorde. Mais le portable de la jeune fille est piraté par les policiers, qui parviennent à identifier Rio (Annibal Cortes) et Tokyo (Silene Oliveira). Furieux de cette erreur, Berlin le fait passer à tabac par Helsinki, ce qui déclenche la fureur de Tokyo. À l'extérieur, le Professeur entre en contact avec Raquel, afin de la manipuler.
Au même instant, Monica Gaztambide, une otage et maîtresse d'Arturo Roman, le directeur de la Maison de la monnaie, vole un portable. Étant enceinte de lui, elle demande une pilule abortive aux braqueurs, mais Denver finit par la convaincre d'y renoncer. Malheureusement, le portable volé sonne et Berlin ordonne alors à Denver d'abattre la jeune femme. Celui-ci se contente de la blesser mais Berlin, ayant répandu la nouvelle de la mort de Monica, sème la discorde et Moscou, horrifié par l'acte prétendu de son fils, fait une crise de panique, au point que Denver fait sortir celui-ci sur le toit, en compagnie d'autres otages vêtus de combinaisons et de masques. Les policiers tirent alors sur Arturo, qui se vide de son sang.
Les braqueurs laissent alors entrer deux chirurgiens, accompagnés d'Angel, un policier infiltré. Mais le Professeur identifie Angel et parvient à faire placer un micro dans ses lunettes, ce qui permet aux braqueurs d'entendre et de déjouer les plans de la police. Ainsi, les braqueurs réussissent à faire échouer une tentative d'infiltration de policiers parmi les otages. Pendant ce temps, Alison, gardée à l'écart par Rio, tente de maîtriser son geôlier, sans succès. Nairobi, s'étant rendu compte que Monica était toujours en vie, se rend quant à elle auprès de Denver et Moscou, occupés à opérer la jeune femme. Par ailleurs, Angel, ayant eu une aventure avec Raquel, continue de lui faire des avances, que celle-ci refuse en permanence, se disant même prête à coucher avec Salva (le nom que le Professeur emploie avec Raquel). Ce dernier, écoutant toute la conversation, est en état de choc. Les braqueurs, de leur côté, allument la télévision et tombent sur un reportage où les parents de Rio renient leur fils. Tokyo finit par forcer Berlin à avouer son meurtre auprès du Professeur.
Le lendemain, le Professeur apprend grâce au micro caché que les policiers ont identifié sa voiture. Il contacte immédiatement Helsinki qui, au lieu d'avoir nettoyé la voiture à l'ammoniaque, lui explique n'avoir rien fait. Furieux, il se rend à la casse, mais est intercepté par le propriétaire, un russe, qui le chasse de la casse. Il revient toutefois quelques heures plus tard, et désinfecte soigneusement la voiture en y plaçant un bouton ayant appartenu à Berlin, et échappe in extremis aux policiers. Dans la fabrique, pendant qu'Arturo et Monica se remettent de leurs émotions, Nairobi élit Torres, un otage fabricant de billets de banque, comme « otage du mois ». Mais les policiers, de leur côté, identifient Berlin comme Andres de Fonollosa et salissent sa réputation en le faisant passer pour un proxénète. Nairobi, suivant les informations, se met à frapper Berlin, qui manque de l'étrangler. Ce dernier tient pour responsable Denver, qu'il avait surpris dans la voiture avec sa veste. Alors qu'il lui réclame des explications, il trouve celui-ci en compagnie de Monica, emmenée aux toilettes. Mais les policiers, de leur côté, interrogent un ancien compagnon de cellule de Berlin qui finit par avouer que celui-ci prenait un médicament, le Retroxil, utilisé dans le traitement de la maladie de Parkinson.
Angel entreprend alors de visiter les pharmacies des alentours, tandis que les policiers interrogent le propriétaire de la casse mais le Professeur force alors une voiture de police, appelle les policiers et menace le russe de mort, tout en parlant russe afin de ne pas divulguer son nom. Celui-ci, paniqué, efface alors le portrait-robot du Professeur. Au même moment, une rafale de coups de feu résonne dans la Fabrique, et Raquel réclame des preuves de vie aux braqueurs. Ceux-ci laissent alors entrer l'inspectrice dans la Fabrique.
Angel, soupçonnant Salva, trouve la planque de celui-ci, où il lui prétexte fabriquer du cidre. Alors que les deux hommes prennent un café, le policier lui vole une petite cuillère, afin de prélever ses empreintes. Moscou, de son côté, parvient à percer un tunnel dans une chambre forte, et les braqueurs fêtent l'événement en chantant Bella ciao. Mais Arturo, révolté, monte une tentative d'évasion en exhortant Pablo, l'un des lycéens, à voler des outils. Rio entre en contact avec les policiers, ceux-ci lui  proposant de trahir ses compagnons afin de réduire son éventuelle peine de prison. Berlin, profitant de son rôle de chef, se montre odieux avec Alison et Mercedes, l'enseignante, en citant notamment des membres de sa famille. Raquel et Angel, eux, se déchirent, chacun accusant l'autre de trahir les policiers. Raquel finit par virer Angel et dîne avec Salva au bar. Soupçonnant ce dernier, elle le braque et l'oblige à l'emmener au hangar. Cependant, Denver et Monica finissent par s'embrasser et faire l'amour.
Alors qu'Arturo tente de s'évader, Raquel et le Professeur s'embrassent et font également l'amour au QG de ce dernier. Angel, conduisant en état d'ivresse, a un grave accident de la route et tombe dans le coma. Les otages libérés par Arturo frappent violemment à la tête Oslo, qui tombe dans un état végétatif. Arturo, voulant voir Monica, la surprend faisant l'amour avec Denver. Arturo tente alors de tuer Denver en lui enfonçant une paire de ciseaux dans les côtes, mais Denver y survit, et Arturo révèle l'évasion en cours. Denver alerte immédiatement le reste de l'équipe, mais les otages font sauter une cloison et sortent. Au terme d'un affrontement avec les forces de l'ordre, la cloison est finalement rebouchée, mais Helsinki trouve Oslo baignant dans une mare de sang.
Raquel quitte Salva et se rend au bar, où elle apprend la nouvelle de l'accident d'Angel et se rend à son chevet. Pendant ce temps, dans la Fabrique, les braqueurs confrontent les otages à un dilemme : être libérés ou rester otages, les aider et recevoir un million d'euros. Par ailleurs, le Professeur apprend que Marivi, la mère de Raquel, a reçu un message d'Angel où ce dernier dit avoir identifié le Professeur. Catastrophé, il se rend chez Raquel et tente de tuer Marivi en l'empoisonnant à la dioxine, mais y renonce in extremis. Alors que Raquel arrive sur les lieux, elle reçoit un message : la planque des braqueurs a été identifiée : il s'agit d'une maison située dans la région de Tolède. Raquel demande alors au Professeur de l'y emmener sur les lieux, et celui-ci se retrouve sur les lieux de la préparation du braquage, en compagnie de tous les policiers.

## Épisodes
Note : la liste ci-dessous énumère uniquement les épisodes diffusées par la chaîne de télévision espagnole Antena 3. Pour la diffusion mondiale, Netflix remodela tous les épisodes afin que chacun ait une durée moyenne de 50 minutes.

### Partie 1
La partie 1 est diffusée du 2 mai 2017 au 27 juin 2017 sur Antena 3. Sur Netflix, les épisodes sont disponibles depuis le 20 décembre 2017.

#### Épisode 1
- Espagne : 2 mai 2017 sur Antena 3
- : 20 décembre 2017 sur Netflix

- Espagne : 4,09 millions de téléspectateurs[2]

Le professeur recrute une jeune braqueuse et sept autres criminels en vue d’un cambriolage grandiose ciblant la Fabrique de la monnaie et du timbre d’Espagne.
Tokyo, une jeune braqueuse, raconte son histoire : alors qu'elle se cache dans une caravane après un braquage qui a mal tourné et dans lequel son petit-ami a été tué, elle appelle sa mère d'une cabine téléphonique. Quand elle s'apprête à la rejoindre, Le Professeur l'intercepte en lui expliquant que la ligne était sur écoute et que la police l'attend. 
Celui-ci lui propose d'intégrer une équipe pour commettre un braquage de 2 400 millions d'euros, sans faire de victime et avec le minimum de violence. Dans une maison, le Professeur explique à sa "classe" qu'ils vont passer cinq mois ensemble pour préparer le braquage. 
Les règles à respecter sont les suivantes : pas de relations personnelles et pas de questions personnelles ni même de prénoms/noms.
L'équipe est constituée des membres suivants, qui choisissent leurs noms de code d'après des noms de ville : 
- Tokyo
- Berlin (palmarès : 27 braquages dont 434 diamants à Paris, commandant en chef du hold-up).
- Moscou (ancien mineur, expert en création de tunnel).
- Denver (fils du précédent, petit délinquant, drogue et violence, pas de spécialité particulière).
- Rio (hackeur, le Mozart des ordinateurs).
- Helsinki et Oslo (des soldats).
- Nairobi (faussaire depuis ses 13 ans).
- Le Professeur (aucun antécédent judiciaire, n'a pas fait renouvelé ses papiers depuis ses 19 ans).

Le jour du hold-up, les membres de l'équipe dans un camion, tous habillés en combinaison rouge et portant des masques de Dali. Ils descendent du camion sur une route de campagne et préparent leurs armes. 
L'équipe braque le camion qui livre les rouleaux de papier monnaie à la Fabrique afin de rentrer dans le bâtiment.
Tokyo pense aux innocents qui vont voir leur vie chamboulée par la prise d'otage. Au même moment, Monica, une employée de la Fabrique, fait un test de grossesse dans les toilettes de la Fabrique et apprend qu'elle est enceinte d'un de ses collègues, Arturo, marié et père de trois enfants, et une classe de lycéens effectue une sortie scolaire, mais deux d'entre eux s'isolent pour s'embrasser.
Une fois les braqueurs entrés, Tokyo recherche sa cible : Mlle Parker, l'adolescente qui s'est isolée, dont une photo dénudée vient d'être postée sur les réseaux sociaux. Tokyo les retrouve et réunit la classe. 
Les otages réunis dans le hall de la Fabrique, Berlin leur fait un discours pendant que Denver et Rio récupèrent tous les portables et leur bandent les yeux. Une des otages, Ariana, fait une crise d'angoisse. Berlin essaye de la calmer. 
Le téléphone sonne et Berlin demande à Monica de répondre.
Dans le même temps, Moscou est en train de forcer une chambre forte. Il y rentre avec Denver et ils récupèrent des liasses de billets. S'ensuit une discussion père/fils sur les projets d'avenir, on apprend notamment que Moscou a passé 12 ans de sa vie en prison. Vingt minutes après être rentrés, l'équipe termine d'installer le système analogique leur permettant de rester en contact avec le Professeur qui est resté à l'extérieur.
Rio et Tokyo se retrouvent dans une salle avec tous les portables et commencent à flirter. La veille du braquage, Rio demande à Tokyo de l'épouser en lui donnant ses plaques militaires mais elle lui répond qu'il faut voir après le braquage si leur couple peut tenir avant de prendre une telle décision. 
L'équipe sort des sacs plein de billets et se positionne devant la porte. La police a été prévenue car ils ont déclenché l'alarme intentionnellement, et ils semblent attendre quelque chose. Arturo est repéré par Berlin en train de soulever son bandeau. Berlin lui demande alors s'il aime le cinéma et lui dit qu'il va mourir. 

#### Épisode 2
- Espagne : 9 mai 2017 sur Antena 3
- : 20 décembre 2017 sur Netflix

- Espagne : 3,04 millions de téléspectateurs[2]

Raquel passe un moment avec sa fille, Paula, et sa mère, lorsqu'elle est appelée par le commissaire qui lui demande de venir négocier avec les preneurs d'otage dans le braquage qui a mal tourné selon lui.
Vendredi 18h25. À la Fabrique, Rio est toujours en vie, et Denver s'en prend à Tokyo pour avoir tiré sur les policiers en réplique. Berlin arrive pour leur dire que les policiers blessés sont évacués et demande de couper tous les téléphones et les radios, puis appelle le Professeur pour lui dire que deux policiers sont blessés et révéler l'aventure de Tokyo et Rio. Quand le Professeur demande à parler à Tokyo pour l'interroger, celle-ci nie. Après une dispute entre Berlin et Rio, Berlin lui demande de mener l'Agneau (Mlle Parker) dans un bureau à part.
Dans le QG de la police, Raquel arrive sur les lieux, fait un point de situation et demande à appeler les braqueurs. Elle s'interroge sur la présence du Colonel Prieto, des services du RG, qui lui parle de la plainte qu'elle a déposée contre son ex-mari pour violences conjugales. Le Professeur devient le contact de la négociatrice, qui demande la libération de la classe en visite. 
Dans la Fabrique, Rio est avec l'Agneau dans un bureau afin qu'elle enfile, elle aussi, une combinaison rouge. Berlin demande aux otages d'enlever leurs masques et leur dit qu'ils pourront dormir, boire et manger. Il leur demande également d'enfiler une combinaison rouge. Arturo demande que certains otages plus faibles soient libérés. Denver s'en prend à lui avant de lui donner une arme factice.
Au QG de la police, des véhicules blindés viennent d'arriver. Le colonel Prieto lui annonce qu'il va y avoir intervention sur ordre du gouvernement, car un des otages est une personne dite de priorité : Alison Parker, l'Agneau, qui n'est autre que la fille de l'ambassadeur du Royaume-Uni. Le Professeur avait anticipé cette intervention durant la première nuit, parce qu'il se doutait que pour la police, les braqueurs ignorent l'identité d'Alison Parker. 
Dans la Fabrique, Arturo essaie de parler avec Monica qui le rejette. Nairobi parle avec Monica de sa grossesse et de la réaction d'Arturo, mais Monica lui répond qu'elle a prévu d'avorter.
La police lance l'intervention. Le Professeur en informe Berlin, qui aussitôt réunit tous les otages costumés exactement comme les braqueurs et tous avec le même masque pour contrer l'intervention. En même temps, un message d'Alison Parker informant les médias qu'elle est otage est diffusé dans lequel elle indique que les otages sont habillés comme les preneurs d'otages. L'intervention est annulée par Raquel, qui laisse à Prieto le commandement de l'opération.

#### Épisode 3
- Espagne : 16 mai 2017 sur Antena 3
- : 20 décembre 2017 sur Netflix

- Espagne : 2,62 millions de téléspectateurs[2]

Le braquage dure depuis vingt heures (samedi à 6h25). Rachel laisse deux messages vocaux en utilisant le téléphone portable du Professeur : à sa mère pour lui dire qu'elle va rentrer, et à son supérieur pour lui dire qu'elle se retire de l'affaire. Elle rentre chez elle pour dormir à 7h37.
A la Fabrique, Berlin demande à Monica de faire une déclaration sur les marches demandant de ne pas faire d'intervention et indiquant qu'il y a 67 otages, puis il sélectionne des otages pour faire des travaux de bricolage. Nairobi les amène à Moscou qui leur explique qu'ils vont creuser un tunnel. Berlin emmène les otages ayant besoin de médicaments dans le bureau du directeur. 
Alison Parker demande à aller sur internet pour supprimer la photo d'elle. Rio l'emmène dans une pièce pour qu'elle puisse faire une vidéo à ses parents pour expliquer la photo mais ne l'autorise pas à aller sur internet. Tokyo rentre dans la pièce et se dispute avec Rio car il n'a pas apprécié qu'elle nie leur relation. Alison Parker en profite pour se connecter sur internet. Rio s'en rend compte et lui reprend le téléphone mais la police a le temps de prendre Rio et Tokyo en photo et va l'identifier.
Arturo panique et pense qu'ils vont tous être tués par les braqueurs. Il arrive à convaincre l'un des collégiens d'aller fouiner dans les affaires des braqueurs.
Rachel revient au QG et appelle le Professeur. Il lui demande les médicaments pour les otages, mais elle lui demande de se rendre.
Arturo continue de paniquer et essaie de convaincre un otage d'aller récupérer un téléphone dans son bureau.
Le Professeur indique à Berlin qu'il manque un téléphone. Berlin veut punir les otages, ce que le Professeur lui refuse.
Arturo demande à Monica si elle va vraiment avorter et lui demande de garder l'enfant et de former une famille. Il la convainc d'aller chercher son portable dans son bureau.
Rio a été finalement identifié : son vrai nom est Annibal Cortés.
Berlin réunit les otages pour savoir où se trouve le téléphone. Rio lui explique ce qu'il s'est passé. Berlin demande donc à Oslo et Helsinki de lui donner une leçon pour sa relation avec Tokyo.
Rachel sort déjeuner dans le bistro de la veille.
Les médicaments sont apportés dans la Fabrique. Monica réussi à prendre le téléphone d'Arturo.
Denver a une discussion avec Monica concernant sa volonté d'avorter.
Berlin a trouvé le téléphone de Monica et demande à Denver de la tuer.
Tokyo découvre que Rio a été battu ce qui l'a fait vriller.

#### Épisode 4
- Espagne : 23 mai 2017 sur Antena 3
- : 20 décembre 2017 sur Netflix

- Espagne : 2,65 millions de téléspectateurs[2]

A la Fabrique, Denver ne suit pas les ordres de Berlin et épargne Monica en lui tirant dans la cuisse et la cachant dans une chambre forte. 
La mère de Rachel ne trouve plus sa petite-fille. On comprend qu'elle a des problèmes de mémoire et qu'elle a laissé Paula partir avec son père. 
Appel entre Rachel et le Professeur : le Professeur refuse de se rendre et demande des choses irréalistes. 
Rachel comprend que les braqueurs avaient prévu de soutenir un siège.
Pendant ce temps, la mère de Rachel essaie de joindre cette dernière sans succès, elle appelle donc le numéro de téléphone qui a cherché à la joindre la veille : le portable du Professeur. 
Le Professeur se rend au QG de la police pour donner son portable à Rachel afin qu'elle puisse parler à sa mère. 
Moscou apprend que Denver a tué un otage. 
Flashback : Moscou & Tokyo ont une discussion personnelle durant il lui explique comment Denver en est venu à participer au braquage.
Dans la Fabrique, Moscou veut vérifier si ce qu'il a appris est véridique. Il voit Denver laver le sang. Il fait une crise d'angoisse. 
Rachel rentre chez elle et retrouve sa mère et sa fille en présence de son ex-mari.
Le Professeur appelle Rachel pour qu'elle lui rende son tél portable. 
Moscou est toujours en train de faire une crise d'angoisse. 
Flashback : on apprend que Moscou est atteint de silicose (infection des poumons) et qu'il est claustrophobe. 
Rachel rencontre le Professeur pour lui rendre son téléphone portable. Elle lui explique que son ex mari a une injonction d'éloignement pour mauvais traitement. 
Denver se rend dans la chambre forte pour retrouver Monica et la soigner. 
Moscou ne supportant pas que son fils ai tué un otage, il veut sortir. Alors qu'il est visé par la police, Denver lui sauve la vie et lui apprend que Monica est toujours vivante.
Moscou a besoin de sortir par rapport à sa claustrophobie.
Rachel explique au Professeur comment la violence s'est installée dans son foyer et on apprend que son ex mari est aussi policier.
Denver demande à des otages de sortir sur le toit, masqués. Arturo commence à paniquer à l'idée qu'on puisse le tuer. 

#### Épisode 5
- Espagne : 30 mai 2017 sur Antena 3
- : 20 décembre 2017 sur Netflix

- Espagne : 2,36 millions de téléspectateurs[2]

Alors qu'Arturo est ramené à l'intérieur de la Fabrique, Monica sort de la chambre forte.
Nairobi dirige toujours les opérations pour la fabrication des billets.
32è heure du hold-up.
Arturo demande à parler à sa femme alors qu'il se vide de son sang.
Flashback : avant le hold-up, l'équipe apprend les gestes de survie de base durant un cours d'anatomie. Tokyo découvre que Nairobi a eu une césarienne donc qu'elle a un fils. 
Rachel appelle le Professeur pour faire sortir l'otage blessé. Le Professeur refuse mais accepte qu'une équipe médicale rentre pour le soigner.
Rachel sort faire un tour en ambulance afin de calmer sa crise d'angoisse.
Dans la Fabrique, Denver amène Moscou jusqu'à Monica pour découvrir que cette dernière a disparu.
Rachel appelle sa mère pour que cette dernière la rassure.
Flashback : Tokyo & Nairobi font la paix. 
On apprend que le fils de Nairobi s'appelle Axel et qu'il a 7 ans.
On découvre l'histoire Nairobi et comment elle s'est retrouvée séparer de son fils. 
A la Fabrique, Denver & Moscou retrouvent Monica dans les WC où elle est en train de vomir.
Au QG de la police, Angel demande à Rachel de l'infiltrer avec l'équipe médicale. Rachel accepte.
Rachel et le colonel Prieto échangent des mots.
Rachel explique son plan : faire intervenir une équipe pour intervenir en plus de l'équipe médicale en passant par des conduits de ventilation et habillés en combinaison rouge et masques de Dali.
La femme d'Arturo arrive au QG de la police.
Denver va aller subtiliser un scalpel dans la trousse de l'équipe médicale pour que Moscou puisse enlever la balle dans la cuisse de Monica ; cette dernière lui demande de donner un message écrit à Arturo. 
Arturo et sa femme se parlent au téléphone. Denver l'entend dire à sa femme qu'il l'aime.
Pour accueillir l'équipe médicale, Alison Parker est détachée du groupe et emmenée dans un bureau pour Rio. Le reste des otages accueillent masqués l'équipe médicale avec Berlin et Nairobi.
Le Professeur identifie l'agent infiltré et active le plan "cheval de Troie". 
Flashback : le Professeur explique le plan Cheval de Troie à l'équipe. 

#### Épisode 6
- Espagne : 6 juin 2017 sur Antena 3
- : 20 décembre 2017 sur Netflix

- Espagne : 2,47 millions de téléspectateurs[2]

Arturo se fait opérer par l'équipe médicale.
Dans le bureau, Alison Parker s'ouvre à Rio sur son enfance. Et du fait de ses confidences sur un traumatisme lié aux armes à feu, Rio décide de poser son arme déchargé. 
Entendant crier Arturo, Rio sort du bureau et Alison en profite pour prendre son arme et le mettre en joue. 
Angel met un chrono à 25 minutes, temps nécessaire à l'équipe d'intervention de s'infiltrer. 
Rio arrive à reprendre le contrôle. 
Durant l'opération, Denver réussi à prendre un scalpel et décide de ne pas donner le message de Monica à Arturo. Nairobi trouve le message. 
L'équipe d'intervention continue à avancer dans les conduits de ventilation.
Monica demande à Moscou ce que cela fait de devenir père. Elle perd conscience au moment où Denver arrive avec le matériel. 
Le Professeur informe Berlin que des policiers vont intervenir. Berlin fait changer tout le monde de masque.
Monica comprend qu'Arturo aime encore sa femme.
Nairobi les trouve et aide Moscou a extraire la balle.
L'équipe médicale sort de la Fabrique et l'inspectrice annule l'opération d'infiltration.
Flashback : Tokyo interroge le professeur sur sa vie et on apprend que ce n'est pas le Professeur qui a eu l'idée du braquage. 
Au QG de la police, Angel est interrogé sur le nouveau masque.
Rachel veut que tout le monde enquête plus en amont sur la préparation du braquage.
Rio allume la télé et découvre ses parents disant qu'ils n'ont plus de fils.
Angel appelle Rachel et lui reproche de s'être moquée de lui.
On comprend que Angel aime Rachel et qu'ils ont eu une histoire il y a 8 ans.

#### Épisode 7
- Espagne : 13 juin 2017 sur Antena 3
- : 20 décembre 2017 sur Netflix

- Espagne : 2,42 millions de téléspectateurs[2]

#### Épisode 8
- Espagne : 20 juin 2017 sur Antena 3
- : 20 décembre 2017 sur Netflix

- Espagne : 2,10 millions de téléspectateurs[2]

#### Épisode 9
- Espagne : 27 juin 2017 sur Antena 3
- : 20 décembre 2017 sur Netflix

- Espagne : 2,20 millions de téléspectateurs[2]

### Partie 2
La partie 2 est diffusée du 16 octobre 2017 au 23 novembre 2017 sur Antena 3. Sur Netflix, les épisodes sont disponibles depuis le 6 avril 2018.

#### Épisode 10
- Espagne : 16 octobre 2017 sur Antena 3
- : 6 avril 2018 sur Netflix

- Espagne : 1,99 million de téléspectateurs[2]

#### Épisode 11
- Espagne : 23 octobre 2017 sur Antena 3
- : 6 avril 2018 sur Netflix

- Espagne : 1,73 million de téléspectateurs[2]

#### Épisode 12
- Espagne : 2 novembre 2017 sur Antena 3
- : 6 avril 2018 sur Netflix

- Espagne : 1,57 million de téléspectateurs[2]

#### Épisode 13
- Espagne : 9 novembre 2017 sur Antena 3
- : 6 avril 2018 sur Netflix

- Espagne : 1,53 million de téléspectateurs[2]

#### Épisode 14
- Espagne : 16 novembre 2017 sur Antena 3
- : 6 avril 2018 sur Netflix

- Espagne : 1,48 million de téléspectateurs[2]

#### Épisode 15
- Espagne : 23 novembre 2017 sur Antena 3
- : 6 avril 2018 sur Netflix

- Espagne : 1,79 million de téléspectateurs[2]

## Audiences
| N° | Titre épisode               | Audiences (en millions) | Parts de marché |
| -- | --------------------------- | ----------------------- | --------------- |
| 1  | Efectuar lo acordado        | 4,09                    | 25,1 %          |
| 2  | Imprudencias letales        | 3,04                    | 34,5 %          |
| 3  | Error al disparar           | 2,62                    | 15,7 %          |
| 4  | Caballo de Troya            | 2,65                    | 15,7 %          |
| 5  | El día de la marmota        | 2,36                    | 14,7 %          |
| 6  | La cálida Guerra Fría       | 2,47                    | 15,5 %          |
| 7  | Refrigerada inestabilidad   | 2,42                    | 15,5 %          |
| 8  | Tú lo has buscado           | 2,1                     | 13,7 %          |
| 9  | El que la sigue la consigue | 2,2                     | 14,7 %          |

| N° | Titre épisode            | Audiences (en millions) | Parts de marché |
| -- | ------------------------ | ----------------------- | --------------- |
| 10 | Se acabaron las máscaras | 1,99                    | 12,9 %          |
| 11 | La cabeza del plan       | 1,73                    | 10,7 %          |
| 12 | Cuestión de eficacia     | 1,57                    | 10,4 %          |
| 13 | Qué hemos hecho?         | 1,53                    | 10,4 %          |
| 14 | A contrarreloj           | 1,48                    | 9,8 %           |
| 15 | Bella ciao               | 1,79                    | 12,1 %          |